# 上條倫子
上條 倫子（かみじょう のりこ、1984年9月5日 - ）は、NHKの元アナウンサー。

## 来歴
東京都出身。白百合学園高等学校、慶應義塾大学経済学部を卒業。大学時代はアイスホッケー部のマネージャーを務め、テレビ朝日アスクにも通っていた。
2007年 NHK入局。2007年10月よりNHK高松放送局で勤務。
高松での出演番組については「#高松放送局（2007年度 - 2009年度）」の節で説明。
なお岡山・高松地区の地上デジタル放送推進大使を、当時の勤務地松山局の大使と兼務をしていた鈴木奈穂子（現・東京アナウンス室）から引き継いだ。後に岡山県分については魚住優（現・福岡放送局）が引き継ぎ、以後は香川県分に限り引き続き活動し東京への異動にともない終えた。
2010年3月2日付で東京アナウンス室に異動。
東京での出演番組については「#東京アナウンス室（2010年度 - ）」の節で説明。
2023年5月22日、「あさイチ」に2ヶ月ぶりに出演し、番組の最後で「今日で番組も、そしてNHKも卒業することになりました」と報告した。
2023年5月31日付でNHKを退局した。

## 人物
スポーツ好きで、するのも観るのも好き。大学の先輩でもある高橋由伸の大ファンであることから必然的に贔屓球団は読売ジャイアンツ。また子供の頃から祖父に連れられ、よく大相撲本場所を観戦に来ていたことから、好角家でもある（“相撲女子”と言われている）。
2015年12月に結婚が報じられ、2016年春から夫の海外赴任に伴い休職中に1児を出産し、2019年4月より復職した。
血液型はO型。

## 出演

### 高松放送局時代（2007年度 - 2009年度）
- おはようかがわ ほかテレビ・ラジオニュース
- ♪笑ってうたって♪しあわせ家族
- 着信御礼!ケータイ大喜利（2007年9月1日 - 2010年1月、計5回）
- これこそ!わが町 元気魂（2008年1月2日）
- ゆく年くる年（2008年12月31日 - 2009年1月1日）
- NHKのど自慢「平成20年度チャンピオン大会」（2009年3月14日）客席リポート
- ニュースウオッチ9（2009年2月23日 - 27日）一柳亜矢子不在時の代役
- バンクーバーオリンピック（2010年）中継司会

### 東京アナウンス室時代（2010年度 - 2023年5月）
- 首都圏ネットワーク（2010年3月29日 - 2012年3月30日）サブキャスター[8]
- もうすぐ9時プレマップ・週末プレマップ（2010年4月 - 2012年3月31日）MC
- NHKミニミニ映像大賞（2010年12月18日）司会
- 首都圏震災ニュース（3月14日 - 4月8日の間17:10 - 18:00）2011年の東日本大震災の関連ニュース担当
- NHKニュースおはよう日本（5:00 - 6:25）（2012年4月 - 2014年3月）祝日を除く月曜 - 金曜キャスター
  - 番組内コーナー「世界が注目ネット動画」（月曜日 7:35頃）（2012年4月 - 2014年3月）コーナー担当
  - 番組内コーナー「けんコン!」（火曜日 7:35頃）（2013年4月 - 2014年3月）コンシェルジュ（コーナー担当）
  - 番組内コーナー「特ダネ映像ファイル」（木曜日 7:35頃）（2012年4月 - 2014年3月）コーナー担当
- ゆく年くる年
  - 2011年1月1日・羽田空港からの中継リポーター
  - 2012年1月1日・東京スカイツリーからの中継リポーター
  - 2013年1月1日・石川県小松市からの中継リポーター
- 月刊とれたてマイビデオ（2012年4月 - 2014年3月）司会
- ソチオリンピック（おはよう日本内）（2014年2月）現地からの中継キャスター
- NHKスペシャル「巨大災害 MEGA DISASTER 地球大変動の衝撃」（2014年8月30日、8月31日、9月20日、9月21日）キャスター
- 第47回衆議院議員総選挙（選挙速報）（2014年12月14日）サブキャスター
- NHKニュース7（2014年4月7日 - 2015年3月27日）祝日を除く月曜〜金曜サブキャスター
- 首都圏ニュース845（2014年4月7日 - 2015年3月27日）キャスター[8]
- ニュース・気象情報（午後5時台）（2014年4月7日 - 2015年3月27日）[9]
- 巨大災害 MEGA DISASTER 地球大変動の衝撃（2014年8・9月）アシスタント
- NHKニュースおはよう日本（2015年4月4日 -  2016年4月3日）土曜・日曜・祝日キャスター
- NHK-FM N響ザ・レジェンド（2015年4月4日 - 2016年4月2日、2016年11月12日）司会
- Nスペ5min.
  - いのち  瀬戸内寂聴  密着500日（2015年11月21日）ナレーション
  - シリーズ古代遺跡透視   大ピラミッド  永遠の謎に挑む（2016年4月30日）池田伸子の代役ナレーション
- SONGS
  - 「SONGS BUMP OF CHICKEN完全版 〜永久保存スペシャル〜」（2016年5月1日）ナレーション
- あさイチ（2019年4月16日 - 2023年5月22日）リポーター[10]
- チョイス@病気になったとき（2021年4月 -  2023年3月25日）チョイスコンシェルジュ（リポーター）
- さわやか自然百景（2022年8月14日「月山 夏」）ナレーション

## イベント
- 1日巡視艇船長（2008年5月11日、高松海上保安部主催「海上保安の日」記念イベント）

## 同期のアナウンサー
- 井上裕貴
- 清水敬亮
- 藤井まどか
- 森花子